# Мирослав Филиповић
Мирослав Филиповић (Јајце, 5. јун 1915 — Загреб, 1946) је био фрањевац, усташа, једно време командант логора Јасеновац и логора Стара Градишка. Фрањевачку гимназију завршио је у Високом, а 1939. је заређен за свештеника. Прије рата је капелан и жупник у разним мјестима Босне и Херцеговине. Након успоставе НДХ прешао је у Усташку војницу. Одговоран је за масовне злочине над српским становништвом у селима око Бања Луке, због чега је прозван “фра Сотона” и службено искључен из фрањевачког реда. После је вршио дужност заповједника у логорима Јасеновац и Стара Градишка.
У време његовог командовања од само четири месеца у Јасеновцу побијено је 20.000–30.000 заточеника. Као екстремни хрватски националиста и фашиста, Мирослав Филиповић-Мајсторовић (како је био познат) је комбиновао своју религију са екстремном политичком идеологијом. Након рата ухватили су га Британци и изручили југословенским властима. Осуђен је на смрт вјешањем.

## Биографија
Рођено име му је Мирослав Филиповић. Од оца Антуна и мајке Марице (рођене Радуловић). Фрањевачку гимназију је завршио у Високом. У фрањевачки новицијат је ступио јуна 1932. године у Ливну, када је узео религијско име фра Томислав, под којим је био познат све до 1942. године. После завршеног новицијата, положио је прве завете 30. јуна 1933, завршио гимназију и уписао филозофију и теологију у Сарајеву. За свештеника је приређен у септембру 1939. године. Последњу годину студија 1939/40 провео је у Краљевој Сутјесци. Средином 1940. године постао је капелан самостана у Петрићевцу (код Бање Луке). Тада се повезао са Виктором Гутићем и приступио усташком покрету. Пријавио се да постане самозвани војни капелан за усташе, које је у то време контролисао НДХ. Због непослушности, самовоље и везе са усташама, у јануару 1942, написан му је премештајни декрет када постављен је за капелана у Рама-Шћит региону (северна Херцеговина). Ипак, он се вратио у Петрићевац и уместо одласка у Раму.
Мирослав Филиповић је касније прешао у Другу бригаду Поглавниковог тјелесног здруга (усташка војна формација) у Бањој Луци.
На челу усташке групе, 7. фебруара 1942. у селу Раковица учествовао је у убиству крамповима 52 радника Србина, а затим у селу Дракулић заједно са братством самостана Петрићевац је побио око 1.500 Срба. У селу је преживела само једна жена, Ленка, са своје петоро деце, те још једно дете, чије су родитеље убили. Ленка је касније полудела. Србе су ловили и убијали по околним засеоцима. Укупно је тог дана убијено око 2.300 Срба. Врхунац дивљаштва је био покољ шездесеторо деце, које су затекли у школи. Фра Филиповић је одвојио католичку и муслиманску децу, а српској деци су секли главе. Учитељица, која је све то морала да гледа, полудела је.
Осим фра Филиповића–Мајсторовића, у зверствима и клањима посебно су се истицала још три фратра: Брекало, Матковић и Бркљанић. Ови догађају су детаљно описани у књизи хрватског историчара Виктора Новака „Magnum Crimen".
Крајем фебруара 1942, отишао је у Загреб. Тамо је због почињених злочина завршио у истражном затвору. У јуну исте године постављен је за заповедника логора у Јасеновцу. У међувремену је најпре суспендован у фрањевачком реду, а затим, одлуком управе реда при Светој столици, а 10. јула 1942. године је потпуно искључен. Тада је изгубио и право на име фра Томислав. Крајем октобра 1942, из Јасеновца је у пребачен за надзорника логора Стара Градишка.
У марту 1943. године је прешао у Мостар у чину сатника, под презименом Карловић као оперативни бочник пуковника Фрање Шимића. А већ у децембру се поново ставља на службу Усташког заповедништва у Загребу. У априлу 1944. је добио чин усташког бојника и пребачен је Лику, а затим је у септембру 1944. постао заповедник Козарског подручја, где је остао све до почетка 1945, после чега је задужен за вођење извештајне службе у источној Босни.

## Делови извештаја земаљске комисије Хрватске
Овај фрањевац је у јесен 1942. заменио мантију униформом и под именом Мирослава Мајсторовића постао заповедник логора Јасеновац. О њему сведоче неки преживели логораши, а његове изјаве, као и изјаве неких других усташких „часника“ једноставно се не могу схватити.
Логораш Звонко Ткалец је изјавио: „Пред католички Божић 1942. ради бекства четири логораша из Јасеновца, лично је устрелио два, а затим још педесет шест Јевреја (Жидова) на раду у селу Бистрици. Сутрадан је убио још деветоро. На само Бадње вече са својим усташама побио је око шесто српских жена и деце затворених у Кули, а доведених негде са Козаре."
Свједок Кркач Томо описује Мајсторовића у свом исказу, па каже: „Гледао сам врло често за вријеме свога боравка у Јасеновцу, како је Мајсторовић власторучно стријељао заточенике у јавним наступима. Тај је Мајсторовић имао неку кратку гумену цијев, коју је знао каткада ставити на рану, одакле је жртви текла крв и онда је ту крв сисао говорећи: хоћу да се напијем комунистичке (или жидовске) крви. Видио сам како су си Мајсторовић и Стојчић приуштили забаву, да тројицу Цигана побију на тај начин, што су наредили првом Циганину, да маљем убије другог Циганина, трећи да убије првога, а они су затим ликвидирали посљедњега."
И многи су други свједоци исказали, да су видјели, како је Филиповић власторучно убијао заточенике.

## Пресуда
Почетком маја 1945. године побегао је у Аустрију, и предао Британцима, који су га одмах изручили југословенским властима. После је изведен пред војни суд. Зато што је као један од водећих команданата усташке терористичке војске судјеловао у Босни, у околини Бање Луке, посебно села Дракулићи, те Херцеговини у чишћењима, у којима је масовно убијао невино становништво, палио њихову имовину, мучио, пљачкао, одводио у логоре, те као командант усташког логора у Јасеновцу у периоду од 10. јуна 1942. до 27. октобра 1942. и логора у Старој Градишки у периоду од 27. октобра 1942 do 27. марта 1943. извршио масовне злочине, лично или као наредбодавац, Војни суд Команде града Загреба га је 29. јуна 1945. године прогласио кривим и осудио на смртну казну вјешањем, трајан губитак грађанске части и конфискацију имовине.